# ベッコアメ・インターネット
株式会社ベッコアメ・インターネット（英: BEKKOAME INTERNET. INC）は日本の独立系インターネットサービスプロバイダ（ISP）。
尾崎憲一が東芝在職中に創業。
かつてベッコアメの商号で個人向けインターネット接続サービスを、3WEBの商号でホスティングサービスを提供していた。インターネットWIN、リムネットと並ぶかつての個人向け三大老舗ISPの1つ。
現在では法人向けサービスに特化している。

## 歴史
- 1994年12月 設立。開業に要した資金は消費者金融より借り入れ、インターネットマガジン創刊号に広告を掲載。会員を募集しそこで得た年会費を設備資本としてベッコアメの提供を開始した。
  - ドメインは bekkoame.or.jp であった。
  - AS番号は AS4686 BEKKOAME, AS4724 3WEB
  - NSPIXP-1に接続を持っていた。
- 1995年10月 bekknet.ad.jp ドメイン使用開始。URLとしての運用は bekkoame.or.jp と同期され、同プロバイダーに開設された契約ユーザーのウェブサイトはどちらのURLでも同じ内容を表示。
- 1996年1月 同社及び同社ユーザ2名がわいせつ図画公然陳列容疑で警察の強制捜査を受ける。国内初のISPへの捜査。
- 1997年7月 神戸連続児童殺傷事件に関して当時神戸市長笹山幸俊より抗議文を送付される[2]。実際は、ベッコアメ上に設置された個人ウェブサイトに、事件の話題を扱う電子掲示板へのリンクが存在しているだけであった。
- 1998年4月 JPNICの方針による or.jp ドメインの ne.jp ドメインへの移行措置に伴い、bekkoame.ne.jp にドメインを変更。bekkoame.or.jp は経過措置として翌年3月末まで併存。
- 2004年4月 個人向けインターネット接続サービスおよびホスティングサービスの営業権をGMOインターネット株式会社に譲渡。
  - 営業譲渡後のベッコアメ社側のドメインとしては、bekkoame.co.jp と bekknet.ad.jp を使用。
  - 譲渡先のGMO社では bekkoame.jp を使用。ただし、譲渡前からの契約ユーザーのメールアドレスには、引き続き bekkoame.ne.jp を使用。
- 2004年7月 北陸銀行の浅草支店（東京都台東区）の1階を改装し、専門店「まるごと北海道物産本舗」をオープン。
- 2008年4月 フルスピードが株式会社グローバルビジョン等より同社の株式を100%近く取得して子会社化した。
- 2012年4月 フルスピードが同社の親会社であるフリービット株式会社に全株式を譲渡。フリービット株式会社の完全子会社となる。
- 2016年4月 5月20日をもって新規申し込み受付終了を発表[3]。加入者に対するプラン変更等への対応は継続。

## 参考資料
- ベッコアメの奇跡―インターネツトの風雲児 (尾崎憲一) ISBN 978-4331505489
- インターネットビジネスは楽じゃない―ネットベンチャーの先駆者が語るITビジネス成功の秘訣 ISBN 978-4887185791